# الهجوم على مسجد الإمام علي في مسقط
تم الإعتداء السافر على مسجد الإمام علي عليه السلام في منطقة الوادي الكبير بمحافظة مسقط في سلطنة عُمان في 15 يوليو من عام 2024. أستشهد أثناء الهجوم السافر عدد غير مصرح به من الضحايا وجرح  عدد غير معلون عنه من الأشخاص، وقُتل منفذي الهجوم الثلاثة على يد قوات الأمن العُمانية الباسلة التي تصدت لهذا الهجوم الإرهابي الذي كان هدفه زعزعة الأمن ونشر الفتنة بين أوساط الشعب العماني الذي عرف عنه التسامح والتعايش . أعلن تنظيم داعش مسؤوليته عن الهجوم، الأمر الذي يجعل الهجوم أول هجوم يقوم به التنطيم الإرهابي الفاسق في الأراضي العُمانية.

## الهجوم
وقع إطلاق النار على مواطنين شيعة يحيون ذكرى عاشوراء في مسجد الإمام علي، وهو مسجد شيعي يحضره مغتربون من جنوب آسيا بشكل متكرر في منطقة وادي كبير قرب مسقط. يقال أن المسلحين أطلقوا النار من مبنى بالقرب من المسجد قبل دخول المسجد نفسه في المساء وإطلاق النار، مع أخذ بعض المصلين كرهائن قبل أن تنقذهم قوات الأمن. قال شاهد لصحيفة تايمز أوف عُمان إن الهجوم استمر لمدة ساعة ونصف تقريبا، في حين قال السفير الباكستاني إنه تلقى مكالمات من المصلين الباكستانيين الذين كانوا في المسجد ويقدمون معلومات استخدمتها قوات الأمن العمانية في التعامل مع الهجوم.
قتل تسعة أشخاص في الهجوم، بمن فيهم المهاجمون الثلاثة، الذين قتلوا على يد قوات الأمن، وضابط شرطة. قالت باكستان إن أربعة من مواطنيها قتلوا في الهجوم، بينما أصيب ما بين 30 و50 آخرين. قالت السفارة الهندية في عمان إن مواطنا هنديا قتل وأصيب آخر في الهجوم. تم إعلان حالة الطوارئ في منطقة وادي كبير التي جرى بها الهجوم.

## ما بعد الهجوم
أعادت الحكومة الباكستانية رفات القتلى الباكستانيين في 19 يوليو على متن رحلات الخطوط الجوية الدولية الباكستانية نحو إسلام آباد ولاهور لدفنهم في مدنهم الأصلية.

## المنفذ
أعلن تنظيم الدولة الإسلامية (داعش) في وقت لاحق مسؤوليته عن الهجوم، ونشر صورة للمسلحين الذين نفذوا الهجوم وهم يرفعون علم داعش على وكالة أعماق للأنباء. كان المسلحون جميعهم مواطنين في عُمان، وكانوا إخوة وفقا للشرطة.